# Eduard Hoffmann (Gutsbesitzer)
Karl Eduard Eckhard Hoffmann (* 3. August 1824 in Marburg; † 17. März 1909 auf dem Hof Görzhausen bei Marburg) war ein deutscher Ökonom und von 1868 bis 1871 Mitglied des Kurhessischen Kommunallandtags des preußischen Regierungsbezirks Kassel.

## Leben
Eudard Hoffmann wurde als Sohn des Gutspächters Wilhelm Hoffmann und dessen Ehefrau Marie Louise geborene Herbold geboren. Er übernahm von seinem Vater die Bewirtschaftung des Hofes Görzhausen, der vom 14. Jahrhundert bis 1808 zur Niederlassung des Deutschen Ordens gehörte; anschließend wurde dieser bis zum Jahr 1961, als er an die Behringwerke überging, privat geführt.
Hoffmann erhielt 1868 ein Mandat für den Kurhessischen Kommunallandtag als Vertreter der höchstbesteuerten Grundbesitzer und Gewerbetreibenden im Kreis Marburg. Er blieb bis zum Jahre 1871 in dem Parlament.
Am 2. Oktober 1868 wurde Hoffmann in die Freimaurerei aufgenommen; er gehörte der Marburger Loge Marc Aurel zum flammenden Stern an.